# Джанні Вернетті
Джанні Вернетті (народився 27 листопада 1960) — італійський письменник та політик. Депутат XIV та XVI скликань Палати депутатів Італії, сенатор XV скликання Сенату Італії. Член Європейської демократичної партії (EDP) і групи Альянсу лібералів і демократів за Європу (ALDE) в Європейському парламенті. Заступник  міністра закордонних справ Італії (2006-2008). Постійний учасник і співорганізатор Форуму Вільних Народів Постросії.

## Навчання та особисте життя
Джанні Вернетті народився в Турині, Італія. У 1985 закінчив факультет архітектури в Туринському політехнічному університеті. У 1987 отримав ступінь доктора філософії з міської екології в Політехнічному університеті Мілана. Джанні одружений на Лаурі Де Донато, журналістці   У них четверо дітей.

## Кар'єра
З 1985 по 1990 рік працював позаштатним містобудівником.

#### Політична діяльність ізФедерацією Зелених (Італія)в Турині
У 1979 році він був одним із організаторів Комітету контролю за вибором енергетичних ресурсів і антиядерного руху.
У 1984 році він був одним із засновників Федерації зелених Італії, а в 1990 році був обраний у списку Зелених до міської ради Турина
З 1993 по 1999 Вернетті був заступником мера Турина, відповідав за питання навколишнього середовища, сталого розвитку міста, відповідальним за громадські роботи та реконструкцію міста.

#### Депутат відКоаліції Олива/Маргарита: Демократія - це свобода
У 2001 він був вперше обраний до Палати депутатів Італійського Парламенту за списками коаліції Олива. Був лідером групи Маргарита в Комісії діяльності Палати депутатів, просуваючи законодавчі ініціативи відновлюваної енергії. Член Національного керівного комітету партії  Маргарита  і відповідав спочатку за Департамент енергетики, а потім за Департамент міжнародних відносин партії.

#### Сенатор відКоаліції Оливи(2006-2008) і заступник міністра закордонних справ Італії
У 2006 році він був обраний до Сенату Республіки та став заступником міністра закордонних справ Італії (2006-2008) в Другому уряді  Романо Проді. Вернетті координував усі італійські ініціативи в Афганістані, де Італія брала  участь у військовій місії НАТО та координувала сектор юстиції та реформу верховенства права.
Відповідав за двосторонні відносини між Італією та країнами Азії/Тихоокеанського регіону, а також за питання демократії та прав людини . Вернетті сприяв проведенню першої Італійсько-Центрально-Азійської конференції у вересні 2007 року  та сприяв численним проектам економічного, наукового та університетського співробітництва з  Індією, Китаєм, Південною Кореєю, Шрі-Ланкою, Індонезією та Пакистаном. Вернетті координував італійські ініціативи в тихоокеанському регіоні та сприяв вступу Італії у Форум тихоокеанських островів.  Вернетті також представляв Італію в Раді ООН з прав людини  та Генеральній Асамблеї ООН  у 2006 - 2008 роках.
Він координував італійську кампанію за загальний мораторій на смертну кару, а також координував дії з пошуку консенсусу в ООН, що призвело до схвалення резолюції в грудні 2007 року.

#### Депутат відДемократичної партії (Італія)таАльянс для Італії(2008-2013)
У 2008 році Вернетті був обраний від Демократичної партії Італії  на третій термін у Палати депутатів Італійського Парламенту, де він став членом Комітету із закордонних справ та членом італійської делегації в Парламентській асамблеї НАТО.
Джанні Вернетті був директором із закордонних справ Європейської демократичної партії  (EDP) та координатором Альянсу демократів - міжнародної мережі з понад 70 демократичних, ліберальних і центристських політичних партій з усіх п’яти континентів.
З 2008 року  є співпрезидентом італійської групи Ліберального інтернаціоналу.
У 2008 році він заснував італійсько-тибетську міжпарламентську групу, а також був віце-президентом італійсько-ізраїльської парламентської асоціації.
У 2008 він заявив, що не допускає президента Ірану Махмуда Ахмадінежада на саміт Продовольчої та сільськогосподарської організації ООН в Римі, оскільки його вважали персоною нон ґрата.
У листопаді 2009 року він був серед промоутерів політичного руху Альянс для Італії, який він покинув 2 червня 2012 року разом з Ліндою Ланціллоттою, засуджуючи провал проекту Новий Полюс для Італії, унітарної партії поміркованих. сил і центристів, які включали UdC, Fli, Api і Mpa..
У 2011 році підтримав повстанців під час Першої громадянської війни в Лівії проти режиму Муаммара Каддафі 

#### Колумніст і письменник (2013 - дотепер)
У 2013 після трьох термінів у парламенті вирішив більше не балотуватися на виборах у лютому 2013 року, але в травні  2013 знову приєднався до Демократичної партії Італії.
Він висловився за міжнародне втручання в Громадянську війну в Сирії, навіть за відсутності мандату ООН.
Наприкінці 2015 заснував компанію відновлюваної енергетики  Gea Solar,для розробки та будівництва систем сонячної енергетики  в  країнах Азії, Африки та Латинської Америки.
З 2017 року він просуває блог Giannivernetti.it . з інформацією про поточні геополітичні події та міжнародну політику.
З січня 2018 року Джанні є колумністом із закордонних справ в італійській щоденній газеті La Stampa, а в травні 2020 став колумністом в Huffington Post, написавши кілька статей і репортажів про зовнішню політику, безпеку та права людини.
З травня 2020 року він став колумністом у La Repubblica, де писаше численні редакційні статті, репортажі та інтерв’ю, в яких описує основні глобальні кризи, зростаюче протистояння між демократіями та авторитарними режимами, загрози міжнародній безпеці, виклики, що постають перед Заходом внаслідок режимів Росії, Китаю та Ірану.
У березні 2022 року він опублікував книгу «Дисидент» в якій аналізує зростаюче протистояння між демократіями та автократіями, супроводжуючи читача в подорожі через гори Курдистану, де курдські бійці перемогли джихадистські загони ІДІЛ; на схилах Гімалаїв, де жменька мужніх ченців врятувала тисячолітню тибетську культуру; у маленькій і бойовій Литві, яка пережила всі тоталітаризми 20 століття і сьогодні приймає дисидентів з Росії та Білорусі; та острові Тайвань, який протистоїть китайському авторитаризму.
З 2022 - постійний учасник  Форуму Вільних Народів Постросії.

## Книги
- Dissidenti. Da Aleksei Navalny a Nadia Murad, da Azar Nafisi al Dalai Lama: incontri con donne e uomini che lottano contro i regimi. Rizzoli, Milano, 2022. ISBN 978-88-1-716162-6

## Зовнішні посилання
- (італ.) Personal website
- (італ.) Camera dei Deputati
- (італ.) Senato della Repubblica